# Карл фон Баєр
Карл Роберт Емеріх фон Баєр (нім. Karl Emmerich Robert von Bayer) ; 15 квітня 1835, Брегенц — 30 червня 1902, Баден, Нижня Австрія) — відомий австрійський письменник, романіст. Писав під псевдонімом Robert Byr.

## Коротка біографія
Карл Баєр народився 15 квітня 1835 р. в місті Брегенці в родині лікаря. Свою першу освіту отримав у Еденбурзі (Ödenburg, тепер Шопрон, Угорщина), куди превівся його батько. З 1845 р. виховувався у Військовій академії у Вінер-Нойштадті, з якої вийшов у 1852 р. лейтенантом і був призначений у гусарський полк графа Радецького. У 1859 р. вже як ротмістр (капітан) брав участь у Італійському поході в складі генерального штабу. Через три роки вийшов у відставку і відтоді жив у Боденці на березі Бодензее і присвятив себе літературі. Знаймство з військовим життям лягло в основу тематики його романів. Писав під псевдонімом, бо на той час в Австро-Угорщині офіцери навіть у відставці мали отримувати офіційний дозвіл на публікацію своїх творів. Очевидно Карл Баєр мав підстави побоюватися, що правдиве зображення деяких деталей військового життя у австрійській армії може не подобатися владі.

## Твори
Баєр був романістом; його драми: «Леди Глосер» ( Lady Gloster , 1869) і «Поранена латка» ( Der wunde Fleck , 1872) є поодинокими безуспішними спробами.
Солдатське життя він відобразив у таких творах:
- Österreichische Garnisonen (Hamburg 1863) — «Австрійський гарнізон»
- Auf der Station (Berlin 1865) — «На станції»
- Anno Neun und Dreizehn (Innsbruck 1865), biographische Bilder aus den deutschen Freiheitskämpfen, verrät den Soldaten. — «Рік дев'ять і тринадцять». Біографічні картинки з часів визвольної боротьби у зображенні солдатів.

Романи на інші теми:
- Ein deutsches Grafenhaus (Berlin 1866) — «Німецький будинок графа»
- Mit eherner Stirn (Berlin 1868) — «З твердим лобом»
- Der Kampf ums Dasein (Jena 1869) — «Боротьба за існування»
- Sphinx (Berlin 1870) — «Сфінкс»
- Nomaden (Leipzig 1871) — "Кочовики2
- Wrack (Leipzig 1873) — «Руїна»
- Eine geheime Depesche (Jena 1880) — «Тайна депеша»
- Sesam (Stuttgart 1880) — «Сезам»
- Unversöhnlich (Jena 1882) — «Непримирений»
- Soll ich? (Jena. 1884) — «Чи я повинен?»

Твори в Інтернеті:
- Robert Byr: Hexenprozesse in Bregenz, in: Schriften des Vereins für Geschichte des Bodensees und seiner Umgebung, 15. Jg. 1886, S. 215–226 (Digitalisat) — Німецька мова.